# Гран-при (фильм, 1934)
Гран-при (англ. Grand Prix) — спортивная драма британского режиссера, сценариста и продюсера Сейнт Джона Ли Клоуза, снятая в 1934 году. Мировая премьера ленты состоялась в марте 1934 года в Великобритании.

## Сюжет
Водитель гоночного автомобиля случайно убивает отца своей невесты.

## В ролях
- Джон Стюарт — Джек Холфорд
- Джиллиан Санде — Джин Макинтайр
- Питер Гоуторн — Джон Макинтайр